# Terry George
Terry George (* 20. Dezember 1952 in Belfast) ist ein nordirischer Regisseur und Drehbuchautor.

## Leben
Terry George ist seit 1978 verheiratet und Vater zweier Kinder. Seit Ende der 1980er Jahre tritt als Drehbuchautor in Erscheinung, seit 1996 ist er auch als Film- und Fernsehregisseur tätig.
1996 gewann er den Europäischen Filmpreis für seinen Film Mütter & Söhne. 2012 gewann er gemeinsam mit seiner Tochter Oorlagh George, die als Produzentin fungierte, für The Shore den Oscar. Zuvor war er 2005 gemeinsam mit Keir Pearson für den Oscar für das Drehbuch zu Hotel Ruanda nominiert. 1994 war er erstmals für diesen Preis nominiert gewesen, damals zusammen mit Jim Sheridan.

## Filmografie (Auswahl)

### Regie
- 1996: Mütter & Söhne (Some Mother’s Son)
- 1998: A Bright Shining Lie – Die Hölle Vietnams (A Bright Shining Lie, Fernsehfilm)
- 2004: Hotel Ruanda (Hotel Rwanda)
- 2007: Ein einziger Augenblick (Reservation Road)
- 2011: Die Küste (The Shore)
- 2011: Whole Lotta Sole – Raubfischen in Belfast (Whole Lotta Sole)
- 2016: The Promise – Die Erinnerung bleibt (The Promise)

### Drehbuch
- 1993: Im Namen des Vaters (In the Name of the Father) – Regie: Jim Sheridan
- 1996: Mütter & Söhne (Some Mother’s Son)
- 1997: Der Boxer (The Boxer) – Regie: Jim Sheridan
- 1998: A Bright Shining Lie – Die Hölle Vietnams (A Bright Shining Lie, Fernsehfilm)
- 2000: The District – Einsatz in Washington (The District, Fernsehserie)
- 2002: Das Tribunal (Hart's War) – Regie: Gregory Hoblit
- 2004: Hotel Ruanda (Hotel Rwanda)
- 2007: Ein einziger Augenblick (Reservation Road)
- 2011: Die Küste (The Shore)
- 2011: Whole Lotta Sole – Raubfischen in Belfast (Whole Lotta Sole)
- 2016: The Promise – Die Erinnerung bleibt (The Promise)